# علی مهیمی
علی مهیمی نماینده مردم کهنوج در دوره نخست مجلس شورای اسلامی بود، که اعتبارنامه‌اش به تصویب نرسید.
در بررسی اعتبارنامه‌ی مهیمی اعلام شد که وی در حزب رستاخیز عضویت داشته و با نظام گذشته همکاری می‌کرده است. از سوی دیگر مواردی مانند تبانی خوانین محلی برای ارعاب مردم جهت رای به وی نیز مطرح شد که با توجه به اینکه این موارد امری خصوصی بوده تعدادی از نمایندگان خواستار مسکوت گذاشتن آن یا خروجش از دستور شدند. در مقابل نیز مخالفان او بر بررسی اعتبارنامه در صحن علنی اصرار کردند و سرانجام اعتبار نامه وی به تصویب نرسید.